# Kvalifikace na Mistrovství světa ve fotbale 1998 (UEFA) – skupina 2
Zápasy této kvalifikační skupiny na Mistrovství světa ve fotbale 1998 se konaly v letech 1996 a 1997. Z pěti účastníků si postup na závěrečný turnaj zajistil vítěz skupiny. Druhý tým skupiny hrál buď baráž, nebo postoupil také přímo (pokud byl nejlepší v žebříčku týmů na druhých místech).

## Tabulka
| Poř. | Tým       | B  | Z | V | R | P | VG | IG | +/− |
| ---- | --------- | -- | - | - | - | - | -- | -- | --- |
| 1    | Anglie    | 19 | 8 | 6 | 1 | 1 | 15 | 2  | 13  |
| 2    | Itálie    | 18 | 8 | 5 | 3 | 0 | 11 | 1  | 10  |
| 3    | Polsko    | 10 | 8 | 3 | 1 | 4 | 10 | 12 | −2  |
| 4    | Gruzie    | 10 | 8 | 3 | 1 | 4 | 7  | 9  | −2  |
| 5    | Moldavsko | 0  | 8 | 0 | 0 | 8 | 2  | 21 | −19 |

## Zápasy
| 1. září 1996 |          |                                      |                                                                  |
| Moldavsko    | 0 – 3    | Anglie                               | Republican, Kišiněv diváci: 13 500 rozhodčí: Ilkka Koho (Finsko) |
|              | (Report) | Barmby 24' Gascoigne 26' Shearer 61' | Republican, Kišiněv diváci: 13 500 rozhodčí: Ilkka Koho (Finsko) |

| 5. října 1996 |          |                                 |                                                                     |
| Moldavsko     | 1 – 3    | Itálie                          | Republican, Kišiněv diváci: 4 085 rozhodčí: Gerd Grabher (Rakousko) |
| Curtianu 12'  | (Report) | Ravanelli 8', 87' Casiraghi 67' | Republican, Kišiněv diváci: 4 085 rozhodčí: Gerd Grabher (Rakousko) |

| 9. října 1996    |          |          |                                                                         |
| Anglie           | 2 – 1    | Polsko   | Stadion Wembley, Londýn diváci: 74 663 rozhodčí: Hellmut Krug (Německo) |
| Shearer 25', 38' | (Report) | Citko 7' | Stadion Wembley, Londýn diváci: 74 663 rozhodčí: Hellmut Krug (Německo) |

| 9. října 1996 |          |        |                                                                            |
| Itálie        | 1 – 0    | Gruzie | Stadio Renato Curi, Perugia diváci: 16 000 rozhodčí: Eric Blareau (Belgie) |
| Ravanelli 43' | (Report) |        | Stadio Renato Curi, Perugia diváci: 16 000 rozhodčí: Eric Blareau (Belgie) |

| 9. listopadu 1996 |          |                              |                                                                                                |
| Gruzie            | 0 – 2    | Anglie                       | Boris Paichadze Stadium, Tbilisi diváci: 75 000 rozhodčí: Jorge Monteiro Coroado (Portugalsko) |
|                   | (Report) | Sheringham 15' Ferdinand 37' | Boris Paichadze Stadium, Tbilisi diváci: 75 000 rozhodčí: Jorge Monteiro Coroado (Portugalsko) |

| 10. listopadu 1996                    |          |                      |                                                                |
| Polsko                                | 2 – 1    | Moldavsko            | GKS, Katowice diváci: 8 000 rozhodčí: Sotirios Vorgias (Řecko) |
| Bałuszyński 4' K. Warzycha 77' (pen.) | (Report) | Cleşcenco 83' (pen.) | GKS, Katowice diváci: 8 000 rozhodčí: Sotirios Vorgias (Řecko) |

| 12. února 1997 |          |          |                                                                         |
| Anglie         | 0 – 1    | Itálie   | Stadion Wembley, Londýn diváci: 75 056 rozhodčí: Sándor Puhl (Maďarsko) |
|                | (Report) | Zola 19' | Stadion Wembley, Londýn diváci: 75 056 rozhodčí: Sándor Puhl (Maďarsko) |

| 29. března 1997                |          |           |                                                                                 |
| Itálie                         | 3 – 0    | Moldavsko | Stadio Nereo Rocco, Trieste diváci: 26 000 rozhodčí: Gilles Veissière (Francie) |
| Maldini 24' Zola 45' Vieri 50' | (Report) |           | Stadio Nereo Rocco, Trieste diváci: 26 000 rozhodčí: Gilles Veissière (Francie) |

| 2. dubna 1997 |          |        |                                                                               |
| Polsko        | 0 – 0    | Itálie | Slezský stadion, Chorzów diváci: 32 000 rozhodčí: Kim Milton Nielsen (Dánsko) |
|               | (Report) |        | Slezský stadion, Chorzów diváci: 32 000 rozhodčí: Kim Milton Nielsen (Dánsko) |

| 30. dubna 1997               |          |        |                                                                        |
| Anglie                       | 2 – 0    | Gruzie | Stadion Wembley, Londýn diváci: 71 208 rozhodčí: Rémi Harrel (Francie) |
| Sheringham 42' Shearer 90+1' | (Report) |        | Stadion Wembley, Londýn diváci: 71 208 rozhodčí: Rémi Harrel (Francie) |

| 30. dubna 1997                         |          |        |                                                                                        |
| Itálie                                 | 3 – 0    | Polsko | Stadio San Paolo, Neapol diváci: 45 000 rozhodčí: José María García-Aranda (Španělsko) |
| Di Matteo 24' Maldini 36' R.Baggio 62' | (Report) |        | Stadio San Paolo, Neapol diváci: 45 000 rozhodčí: José María García-Aranda (Španělsko) |

| 31. května 1997 |          |                           |                                                                         |
| Polsko          | 0 – 2    | Anglie                    | Slezský stadion, Chorzów diváci: 25 000 rozhodčí: Urs Meier (Švýcarsko) |
|                 | (Report) | Shearer 5' Sheringham 90' | Slezský stadion, Chorzów diváci: 25 000 rozhodčí: Urs Meier (Švýcarsko) |

| 7. června 1997              |          |           |                                                               |
| Gruzie                      | 2 – 0    | Moldavsko | Dinamo, Batumi diváci: 12 500 rozhodčí: Charles Agius (Malta) |
| Arveladze 27' Kinkladze 51' | (Report) |           | Dinamo, Batumi diváci: 12 500 rozhodčí: Charles Agius (Malta) |

| 14. června 1997                                          |          |               |                                                               |
| Polsko                                                   | 4 – 1    | Gruzie        | GKS, Katowice diváci: 2 000 rozhodčí: Günter Benkö (Rakousko) |
| Ledwoń 32' Trzeciak 34' Bukalski 74' (pen.) K. Nowak 90' | (Report) | Arveladze 24' | GKS, Katowice diváci: 2 000 rozhodčí: Günter Benkö (Rakousko) |

| 10. září 1997                             |          |           |                                                                              |
| Anglie                                    | 4 – 0    | Moldavsko | Stadion Wembley, Londýn diváci: 74 102 rozhodčí: Karl-Erik Nilsson (Švédsko) |
| Scholes 29' Wright 46', 90' Gascoigne 81' | (Report) |           | Stadion Wembley, Londýn diváci: 74 102 rozhodčí: Karl-Erik Nilsson (Švédsko) |

| 10. září 1997 |          |        |                                                                                  |
| Gruzie        | 0 – 0    | Itálie | Boris Paichadze Stadium, Tbilisi diváci: 51 117 rozhodčí: Rune Pedersen (Norsko) |
|               | (Report) |        | Boris Paichadze Stadium, Tbilisi diváci: 51 117 rozhodčí: Rune Pedersen (Norsko) |

| 24. září 1997 |          |             |                                                                 |
| Moldavsko     | 0 – 1    | Gruzie      | Republican, Kišiněv diváci: 8 000 rozhodčí: Dani Koren (Izrael) |
|               | (Report) | Kecbaia 10' | Republican, Kišiněv diváci: 8 000 rozhodčí: Dani Koren (Izrael) |

| 7. října 1997 |          |                         |                                                                   |
| Moldavsko     | 0 – 3    | Polsko                  | Republican, Kišiněv diváci: 8 000 rozhodčí: Metin Tokat (Turecko) |
|               | (Report) | Juskowiak 23', 56', 60' | Republican, Kišiněv diváci: 8 000 rozhodčí: Metin Tokat (Turecko) |

| 11. října 1997 |          |        |                                                                               |
| Itálie         | 0 – 0    | Anglie | Stadio Olimpico, Řím diváci: 75 000 rozhodčí: Mario van der Ende (Nizozemsko) |
|                | (Report) |        | Stadio Olimpico, Řím diváci: 75 000 rozhodčí: Mario van der Ende (Nizozemsko) |

| 11. října 1997                          |          |        |                                                                                    |
| Gruzie                                  | 3 – 0    | Polsko | Boris Paichadze Stadium, Tbilisi diváci: 15 000 rozhodčí: Ľuboš Micheľ (Slovensko) |
| Arveladze 55' Cchadadze 68' Kecbaia 74' | (Report) |        | Boris Paichadze Stadium, Tbilisi diváci: 15 000 rozhodčí: Ľuboš Micheľ (Slovensko) |